# Ekstraliga baseballowa (2012)
Ekstraliga baseballowa 2012 – 28. edycja ekstraligi baseballowej, organizowana przez Polski Związek Baseballu i Softballu. Triumfatorem rozgrywek zostały Gepardy Żory.

## Runda zasadnicza
| Lp. | Drużyna           | Mecze | Mecze | Mecze | Punkty | Punkty | Punkty |
| Lp. | Drużyna           | M     | W     | P     | +      | –      | +/–    |
| --- | ----------------- | ----- | ----- | ----- | ------ | ------ | ------ |
| 1.  | Gepardy Żory      | 24    | 16    | 8     | 149    | 95     | +54    |
| 2.  | Stal Kutno        | 24    | 16    | 8     | 157    | 81     | +76    |
| 3.  | Dęby Osielsko     | 24    | 15    | 9     | 117    | 130    | -13    |
| 4.  | Silesia Rybnik    | 24    | 12    | 12    | 109    | 121    | -12    |
| 5.  | Baseball Wrocław  | 24    | 9     | 15    | 71     | 120    | -49    |
| 6.  | Baza Bydgoszcz    | 24    | 8     | 16    | 110    | 122    | -12    |
| 7.  | Centaury Warszawa | 24    | 8     | 16    | 84     | 128    | -44    |

|  | Awans do rundy play-off    |
|  | Udział w rundzie play-down |

### Wyniki
| Gospodarz/Gość    | ŻOR  | KUT  | OSI  | RYB  | WRO  | BYD  | WAR |
| ----------------- | ---- | ---- | ---- | ---- | ---- | ---- | --- |
| Gepardy Żory      | —    | 9:8  | 2:5  | 2:3  | 4:7  | 8:7  | 5:3 |
| Gepardy Żory      | —    | 4:3  | 6:9  | 7:2  | 15:5 | 4:1  | 8:9 |
| Stal Kutno        | 3:6  | —    | 18:1 | 0:8  | 12:0 | 4:3  | 5:1 |
| Stal Kutno        | 2:5  | —    | 11:1 | 13:0 | 2:0  | 8:5  | 8:2 |
| Dęby Osielsko     | 1:2  | 2:12 | —    | 3:7  | 5:7  | 2:0  | 6:5 |
| Dęby Osielsko     | 5:9  | 3:1  | —    | 9:5  | 4:1  | 12:6 | 4:3 |
| Silesia Rybnik    | 2:4  | 2:8  | 4:3  | —    | 6:4  | 5:1  | 6:4 |
| Silesia Rybnik    | 1:11 | 5:6  | 10:0 | —    | 0:7  | 11:1 | 4:3 |
| Baseball Wrocław  | 2:0  | 1:3  | 2:9  | 2:5  | —    | 0:7  | 1:3 |
| Baseball Wrocław  | 1:0  | 7:2  | 5:8  | 3:12 | —    | 6:2  | 1:8 |
| Baza Bydgoszcz    | 2:15 | 3:4  | 5:6  | 12:2 | 2:1  | —    | 1:2 |
| Baza Bydgoszcz    | 7:8  | 10:4 | 4:9  | 2:1  | 8:3  | —    | 4:2 |
| Centaury Warszawa | 3:1  | 0:8  | 1:5  | 9:8  | 2:1  | 0:9  | —   |
| Centaury Warszawa | 4:14 | 3:12 | 4:5  | 7:0  | 1:4  | 5:8  | —   |

Źródła: 

## Runda play-down
| Data       | Gospodarz         | Wynik | Gość              | Przypisy |
| ---------- | ----------------- | ----- | ----------------- | -------- |
| 09.09.2012 | Baseball Wrocław  | 7:1   | Baza Bydgoszcz    | [ 12 ]   |
| 09.09.2012 | Baseball Wrocław  | 13:4  | Baza Bydgoszcz    | [ 12 ]   |
| 16.09.2012 | Centaury Warszawa | 5:4   | Baseball Wrocław  | [ 13 ]   |
| 16.09.2012 | Centaury Warszawa | 4:3   | Baseball Wrocław  | [ 13 ]   |
| 22.09.2012 | Baza Bydgoszcz    | 1:7   | Centaury Warszawa | [ 14 ]   |
| 22.09.2012 | Baza Bydgoszcz    | 4:3   | Centaury Warszawa | [ 14 ]   |

### Tabela
| Lp. | Drużyna           | Mecze | Mecze | Mecze | Punkty | Punkty | Punkty |
| Lp. | Drużyna           | M     | W     | P     | +      | –      | +/–    |
| --- | ----------------- | ----- | ----- | ----- | ------ | ------ | ------ |
| 5.  | Centaury Warszawa | 12    | 7     | 5     | 42     | 41     | +1     |
| 6.  | Baza Bydgoszcz    | 12    | 5     | 7     | 36     | 64     | -28    |
| 7.  | Baseball Wrocław  | 12    | 4     | 8     | 44     | 47     | -3     |

Uwagi: W tabeli uwzględniono również wyniki pomiędzy tymi klubami z rundy zasadniczej.

## Runda play-off
|  |           |                |           |                   |   |       |              |       |
|  | Półfinały | Półfinały      | Półfinały |                   |   | Finał | Finał        | Finał |
|  | Półfinały | Półfinały      | Półfinały |                   |   | Finał | Finał        | Finał |
|  |           |                |           |                   |   |       |              |       |
|  |           |                |           |                   |   |       |              |       |
|  | 1         | Gepardy Żory   | 3         |                   |   |       |              |       |
|  | 1         | Gepardy Żory   | 3         |                   |   |       |              |       |
|  | 4         | Silesia Rybnik | 0         |                   |   |       |              |       |
|  | 4         | Silesia Rybnik | 0         |                   |   | 1     | Gepardy Żory | 3     |
|  |           |                |           |                   |   | 1     | Gepardy Żory | 3     |
|  |           |                | 3         | Dęby Osielsko     | 0 |       |              |       |
|  | 2         | Stal Kutno     | 3         | Dęby Osielsko     | 0 | 1     |              |       |
|  | 2         | Stal Kutno     |           |                   |   |       |              |       |
|  | 3         | Dęby Osielsko  | 3         |                   |   |       |              |       |
|  | 3         | Dęby Osielsko  | 3         | Mecz o 3. miejsce |   |       |              |       |
|  |           |                |           |                   |   |       |              |       |
|  |           |                |           |                   |   |       |              |       |
|  |           |                |           |                   |   |       |              |       |
|  | 2         | Stal Kutno     | 3         |                   |   |       |              |       |
|  | 2         | Stal Kutno     | 3         |                   |   |       |              |       |
|  | 4         | Silesia Rybnik | 0         |                   |   |       |              |       |
|  | 4         | Silesia Rybnik | 0         |                   |   |       |              |       |

### Półfinały
Gepardy Żory vs Silesia Rybnik
| Data       | Gospodarz      | Wynik | Gość           | Przypisy |
| ---------- | -------------- | ----- | -------------- | -------- |
| 08.09.2012 | Gepardy Żory   | 15:1  | Silesia Rybnik | [ 12 ]   |
| 09.09.2012 | Gepardy Żory   | 8:5   | Silesia Rybnik | [ 12 ]   |
| 22.09.2012 | Silesia Rybnik | 0:9   | Gepardy Żory   | [ 14 ]   |

Stal Kutno vs Dęby Osielsko
| Data       | Gospodarz     | Wynik | Gość          | Przypisy |
| ---------- | ------------- | ----- | ------------- | -------- |
| 08.09.2012 | Stal Kutno    | 12:2  | Dęby Osielsko | [ 12 ]   |
| 09.09.2012 | Stal Kutno    | 4:15  | Dęby Osielsko | [ 12 ]   |
| 22.09.2012 | Dęby Osielsko | 7:5   | Stal Kutno    | [ 14 ]   |
| 23.09.2012 | Dęby Osielsko | 8:7   | Stal Kutno    | [ 14 ]   |

### Mecz o 3. miejsce
| Data       | Gospodarz      | Wynik | Gość           | Przypis |
| ---------- | -------------- | ----- | -------------- | ------- |
| 29.09.2012 | Stal Kutno     | 10:0  | Silesia Rybnik | [ 15 ]  |
| 30.09.2012 | Stal Kutno     | 5:1   | Silesia Rybnik | [ 15 ]  |
| 06.10.2012 | Silesia Rybnik | 1:2   | Stal Kutno     | [ 16 ]  |

### Finał
| Data       | Gospodarz     | Wynik | Gość          | Przypis |
| ---------- | ------------- | ----- | ------------- | ------- |
| 29.09.2012 | Gepardy Żory  | 9:2   | Dęby Osielsko | [ 15 ]  |
| 30.09.2012 | Gepardy Żory  | 9:2   | Dęby Osielsko | [ 15 ]  |
| 06.10.2012 | Dęby Osielsko | 4:14  | Gepardy Żory  | [ 16 ]  |

| Mistrz Polski 2012 Zwycięzcy |
| ---------------------------- |
| Gepardy Żory 1. Tytuł        |

## Klasyfikacja końcowa
| Lp. | Klub              | Uwagi              |
| --- | ----------------- | ------------------ |
|     | Gepardy Żory      | Mistrzostwo Polski |
|     | Dęby Osielsko     |                    |
|     | Stal Kutno        |                    |
| 4.  | Silesia Rybnik    |                    |
| 5.  | Centaury Warszawa |                    |
| 6.  | Baza Bydgoszcz    |                    |
| 7.  | Baseball Wrocław  | Spadek do I ligi.  |